# Monsters of Rock Tour 1984
Questo tour contiene le ultime esibizioni di David Lee Roth insieme ai Van Halen, prima della loro riunione del 2007.
Si esibivano sullo stesso palco di gruppi del calibro degli AC/DC, Accept, Ozzy Osbourne, Gary Moore, Y&T, Dio e gli allora emergenti Mötley Crüe.

## Scaletta Tipica
1. Unchained
2. Hot For Teacher
3. On Fire
4. Runnin' With The Devil
5. Litte Guitars
6. House Of Pain
7. assolo di basso
8. I'll Wait
9. Everybody Wants Some!!
10. (Oh) Pretty Woman
11. 1984
12. Jump
13. assolo di chitarra
14. Panama
15. You Really Got Me